# Rhodopechys
Rhodopechys is een monotypisch geslacht van zangvogels uit de familie Fringillidae (vinkachtigen).

## Soorten
Het geslacht kent de volgende soort:
- Rhodopechys sanguineus – Rode bergvink
  - R. s. alienus – Atlasbergvink